# Університет Іллінойсу
Університе́т Іллінойсу (англ. University of Illinois) — система державних університетів Іллінойсу. Складається із трьох кампусів: Урбана-Шампейн, Чикаго, Спрінгфілд. Університет Іллінойсу налічує близько 70 000 студентів.

## Відомі випускники
- Хант Айрін
- Яо Ендрю — вчений у галузі теорії обчислювальних систем.

## Українці в Університеті Іллінойсу
З 1907 року в університеті з'явилися перші студенти родом з України. Спочатку це були переважно євреї, надалі це були емігранти внаслідок подій 1917—1921 років. Велика хвиля вихідців з України з'явилася в ході та після Другої світової війни. Серед випускників українського походження є багато хіміків, інженерів, економістів, електриків, істориків, юристів, лікарів, музикантів, викладачів, професорів, письменників тощо. У 1961 році вихідці з України організували Асоціацію українських студентів, яка функціонує й донині.

Українська студентська асоціація при Університеті Іллінойсу, 1962 рік. Верхній ряд: Роман Попович (Roman Popowycz), Zenon Forowycz, Frederick Thayer, Alexander Mayday, Vidor Terkun, Adrian Hromiak, Leonid Skorochod, Nicholas Bachynsky. Другий ряд: Дмитро Штогрин, Євген Радзимовський, Helen Hikamyi, Henry Merkolo; Jaroslaw Martymuk, професор Nicholas Britjky. Нижній ряд: Ivanna Morlyniuk, Soriana Lebed, Maria Pelypenko, Валентина Євгенівна Радзимовська, Katheryna Repa, Lida Budko

На початку 1980-х років в університеті почали проводити щорічну українознавчу конференцію. 27 серпня 1985 року було засновано Фундацію українських досліджень Університету Іллінойсу (англ. Foundation For Ukrainian Studies at the University of Illinois), пізніше перейменовану на Чиказьку фундацію для просування українських досліджень Університету Іллінойсу (англ. Chicago Foundation for the Advancement of Ukrainian Studies at the University of Illinois). Ця фундація з 1989 року фінансує наукову діяльність Української науково-дослідної програми, фінансово підтримує студентів, залучених до українознавчих досліджень, поповнює українську колекцію в університетській бібліотеці тощо.

### Відомі випускники та співробітники університету українського походження
- Євген Радзимовський — інженер-механік, викладач у 1950—1975 роках, професор з 1959 року
- Дмитро Штогрин — бібліотекар у 1960—1984, голова Української науково-дослідної програми з 1984 року
- Богдан Рубчак — професор славістики з 1974 року

## Галерея

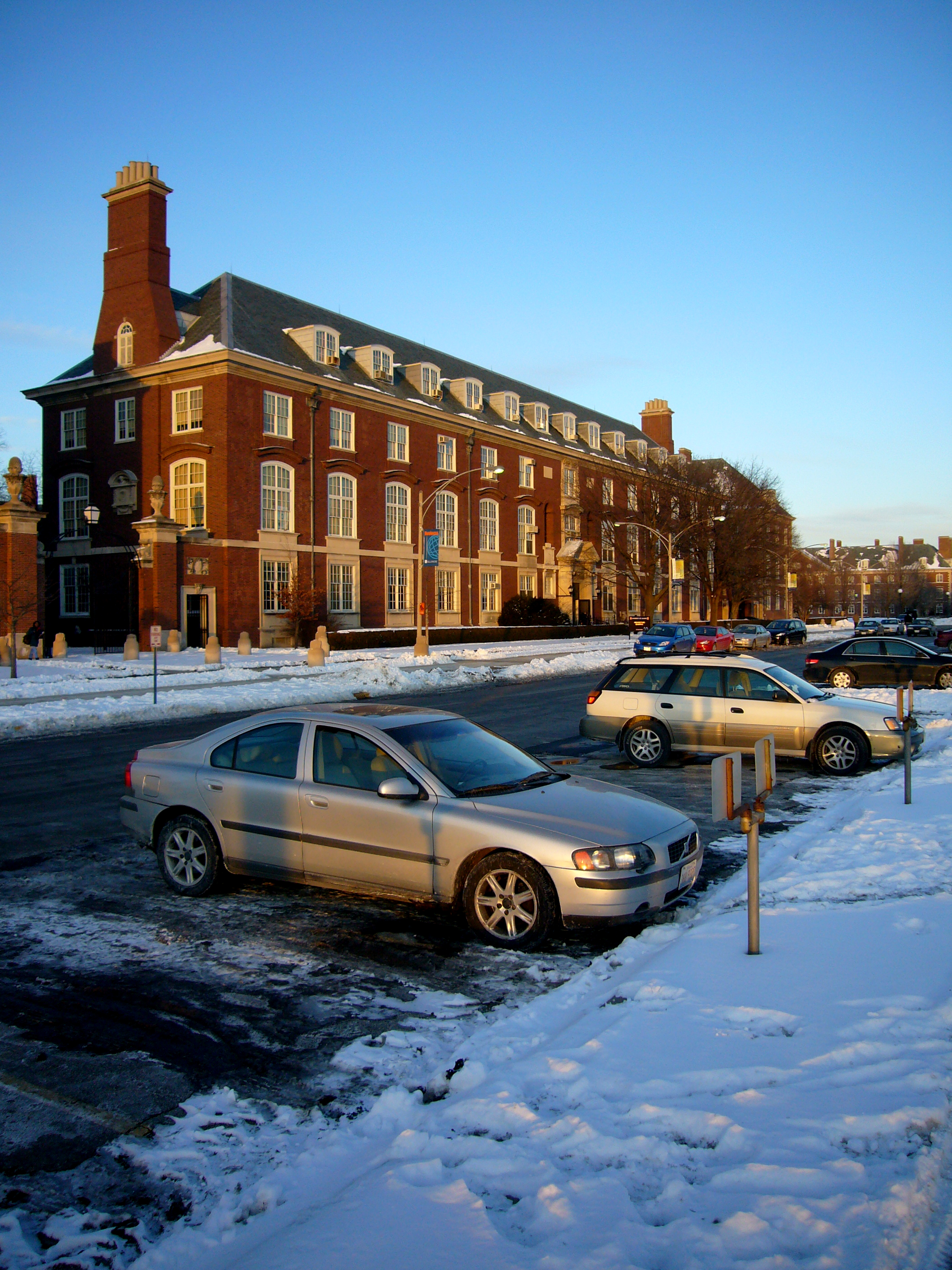
Одна з будівель університету
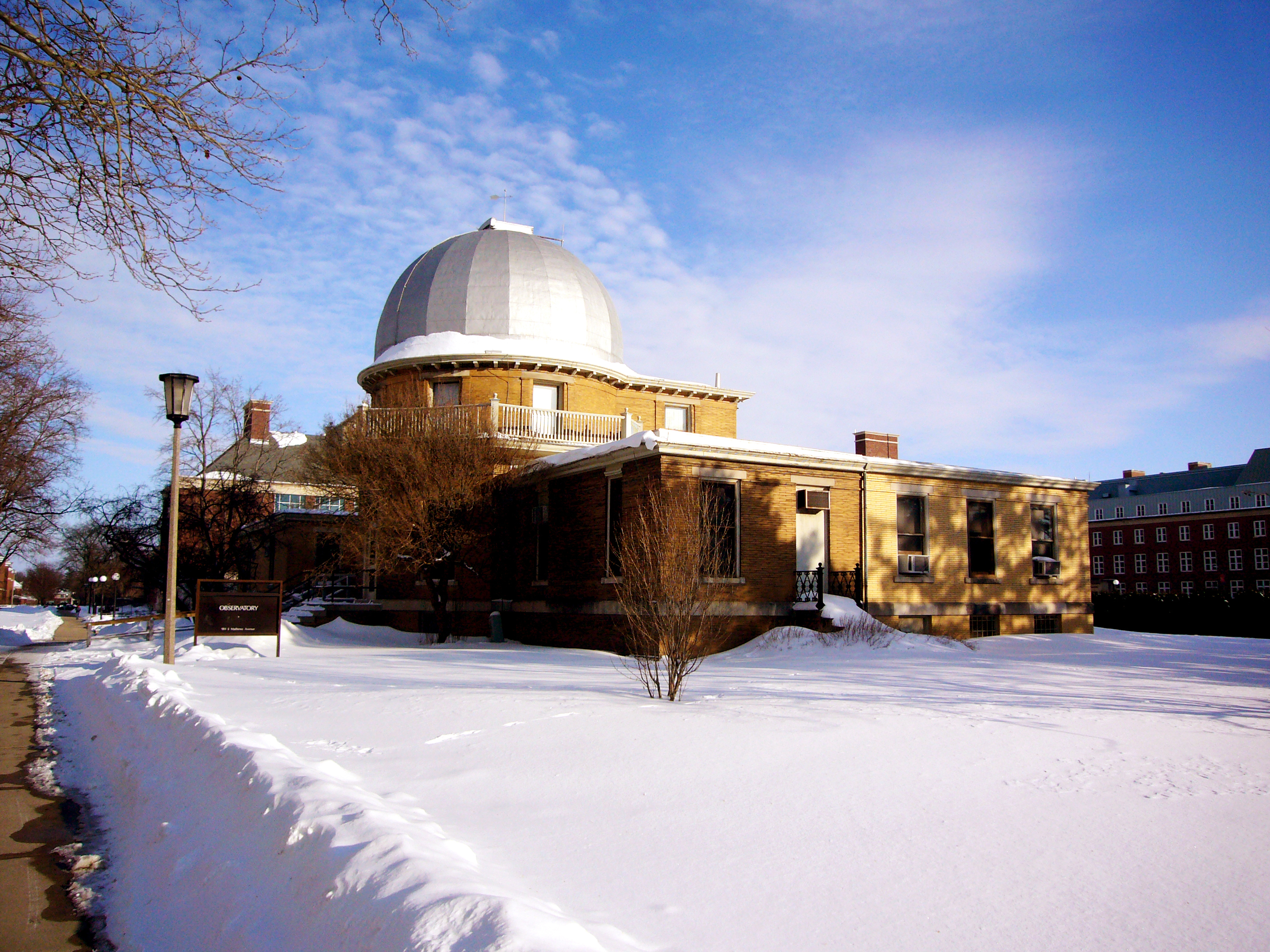
Обсерваторія університету
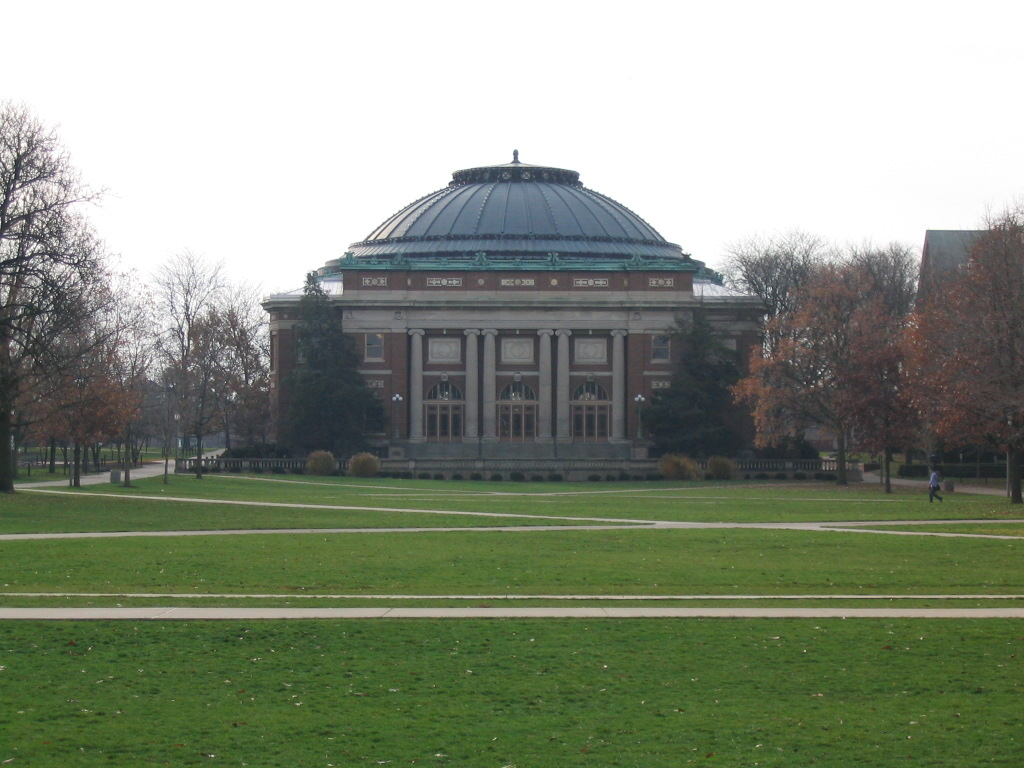
Foellinger Auditorium detail
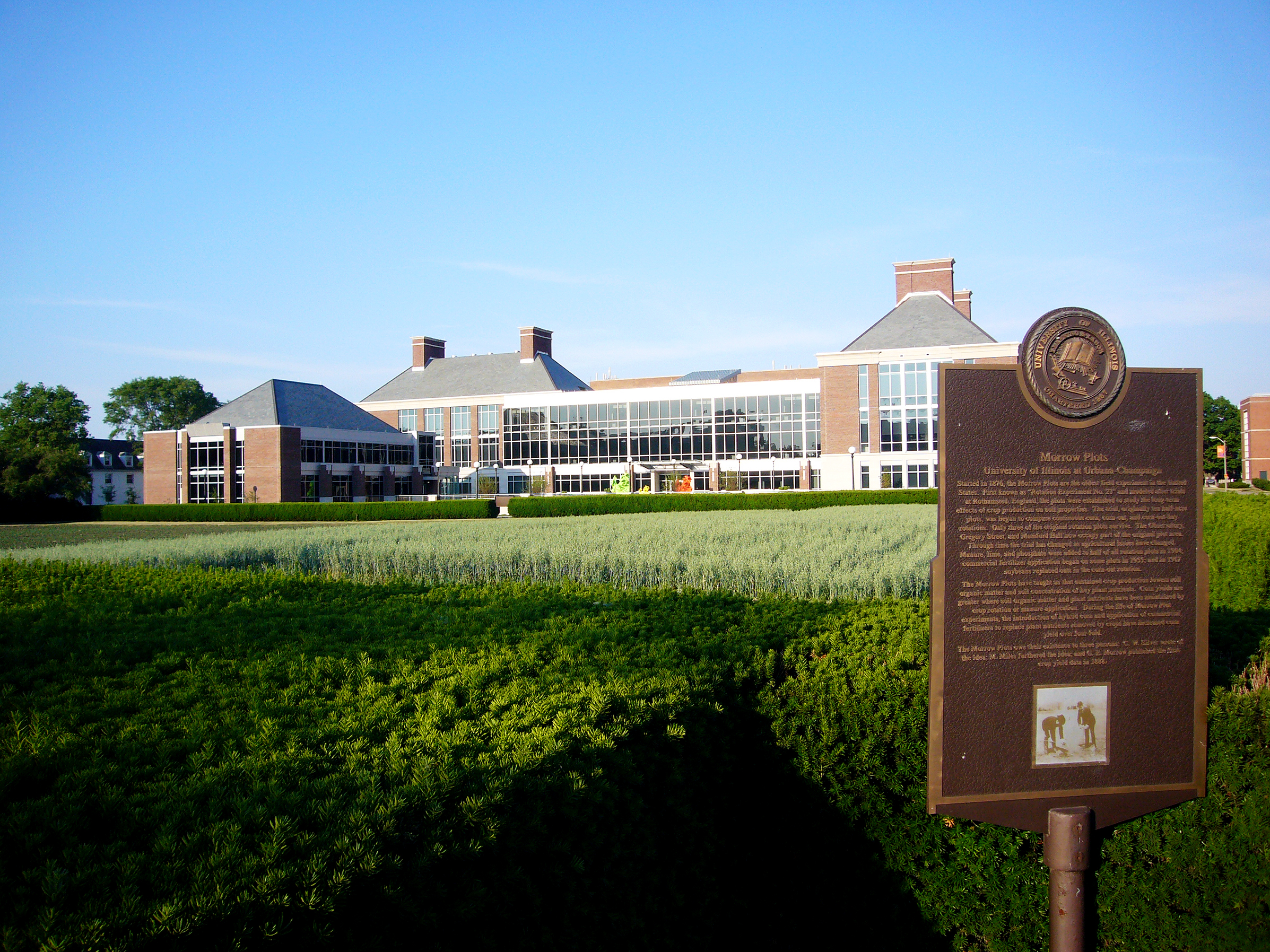
«Morrow Plots» та Інститут генної біології
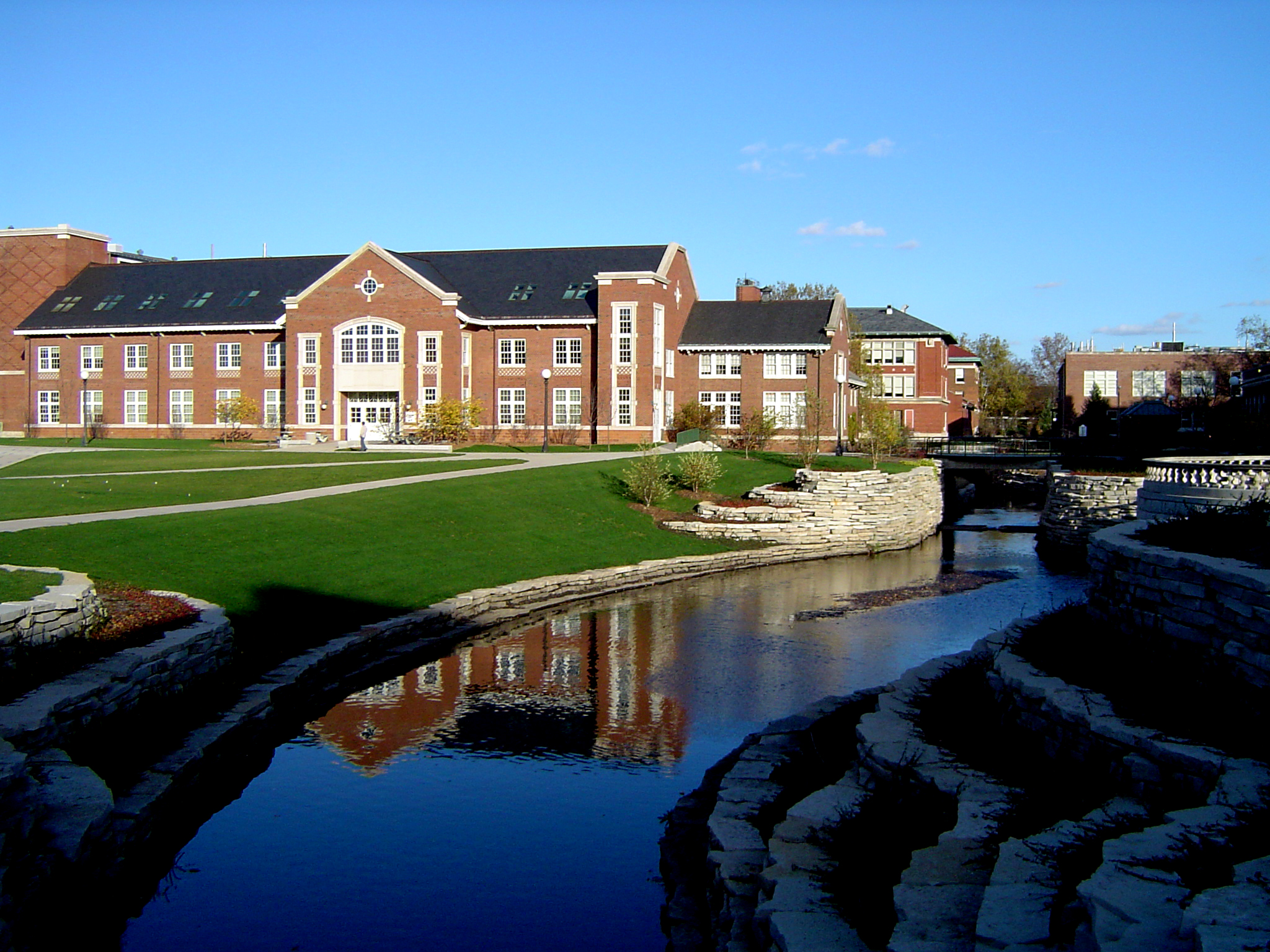
Інженерний кампус
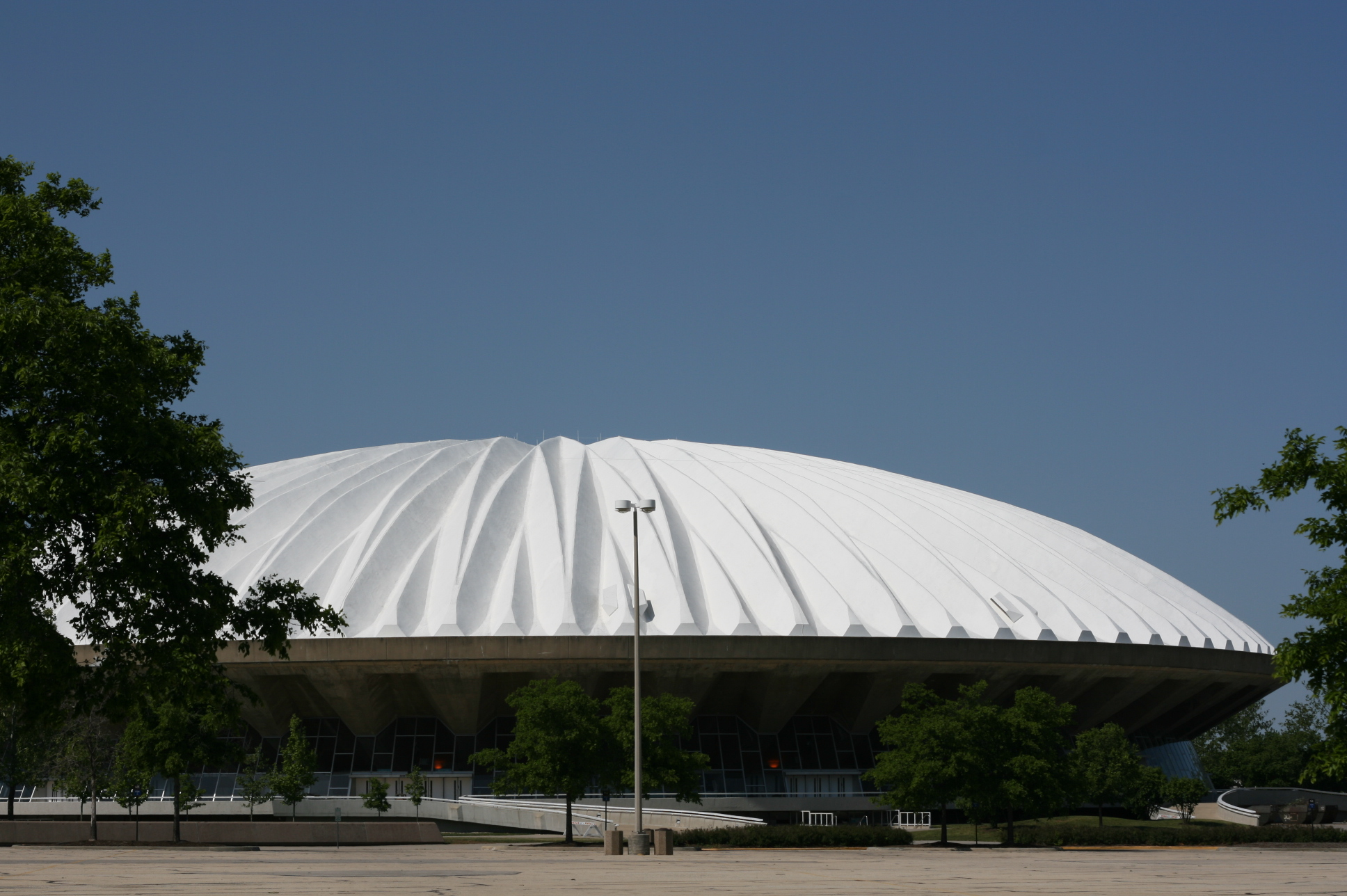
Актова зала
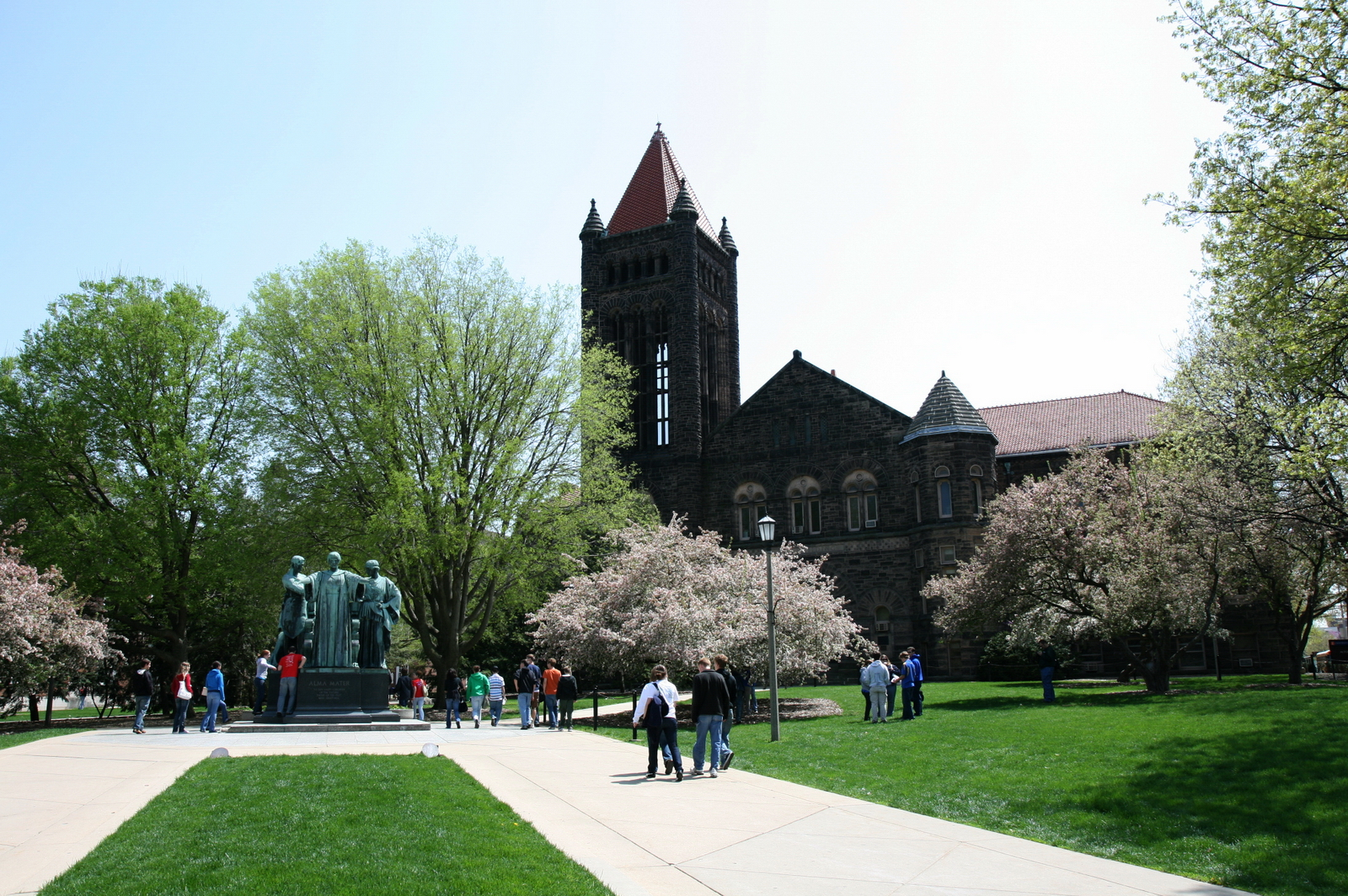
«Altgeld Hall»
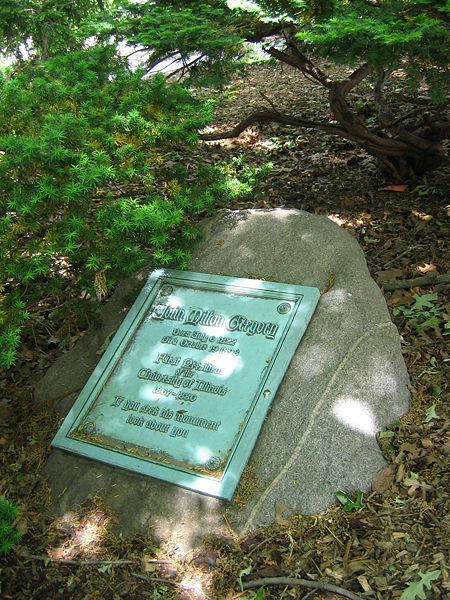
Надгробок першого президента Іллінойського університету в Урбана-Шампейн Джона Мілтона Грегорі